# Cavernotettix buchanensis
Cavernotettix buchanensis är en insektsart som beskrevs av Richards, A.M. 1966. Cavernotettix buchanensis ingår i släktet Cavernotettix och familjen grottvårtbitare. Inga underarter finns listade i Catalogue of Life.